# Fionnuala Sherry
Fionnuala Sherry es una violinista irlandesa que forma parte de Secret Garden, un grupo que toca principalmente música celta y new age y que ganó el Festival de la Canción de Eurovisión 1995 con la canción "Nocturne" representando a Noruega.
Fionnuala creció y fue a la escuela en Naas, en el condado de Kildare, Irlanda, habitando en el seno de una familia con tradición musical que encendió su pasión por la música a temprana edad. Empezó por tocar el violín a los ocho años y a los quince se mudó a estudiar música a Dublín. Se graduó con honores del Trinity College y del Colegio de Música de esta ciudad y fue contratada por la orquesta de RTE, donde permaneció durante diez años. 
Fionnuala posee un enorme interés por la música, y esto puede verse en los proyectos y los artistas con los que ha estado involucrada (The Chieftains, Van Morrison, Sinéad O'Connor, etc.). Ha grabado también junto con la Irish Film Orchestra la banda sonora de varias películas de Hollywood. Es este mismo interés el que la llevó a escribir y presentar sus propias series musicales para niños en la televisión nacional de Irlanda, y después, a conocer a Rolf Lovland y fundar Secret Garden en 1994. 
Fionnuala, en estudio o sobre el escenario, toca un violín English John Edward Betts de 1790.